# Pardosa papilionaca
Pardosa papilionaca là một loài nhện trong họ Lycosidae.
Loài này thuộc chi Pardosa. Pardosa papilionaca được Jun Chen & Da-xiang Song miêu tả năm 2003.